# 識名章喜
識名 章喜（しきな あきよし、1956年10月20日 - ）は、日本のドイツ文学者。慶應義塾大学名誉教授。

## 略歴
〈出典：〉
東京都台東区生まれ。台東区立田中小学校、開成中学校・高等学校を経て、東京大学文科三類に入学。1979年東京大学文学部ドイツ文学科卒業。1984年同大学院人文科学研究科ドイツ語学ドイツ文学専攻博士課程単位取得退学。
慶應義塾大学商学部助手、同助教授などを経て、2000年より同教授。2014年より慶應義塾大学文学部教授。
ドイツ語圏SFについても著述している。

## 共編著
- 『スケッチで学ぶドイツ語』Gabriele Richter, 山田史子共編 同学社 2006
- 『ドイツ語入門1 2006』鍛治哲郎共著 放送大学教育振興会 2006
- 『ドイツ語入門2 2006』鍛治哲郎共著 放送大学教育振興会 2006

### 翻訳
- リュディガー・ザフランスキー『E.T.A.ホフマン ある懐疑的な夢想家の生涯』法政大学出版局 叢書・ウニベルシタス 1994
- ノルベルト・ボルツ『グーテンベルク銀河系の終焉 新しいコミュニケーションのすがた』足立典子共訳 法政大学出版局 叢書・ウニベルシタス 1999
- ヨースト・ヘルマント『理想郷としての第三帝国 ドイツ・ユートピア思想と大衆文化』柏書房 パルマケイア叢書 2002
- アルブレヒト・レーマン『森のフォークロア ドイツ人の自然観と森林文化』大淵知直共訳 法政大学出版局 叢書・ウニベルシタス 2005
- エーバーハルト・シュタインドルフ『シュターツカペレ・ドレスデン 奏でられる楽団史』慶應義塾大学出版会 2009
- フケー『水の精(ウンディーネ)』光文社古典新訳文庫 2016
- 『幽霊綺譚　ドイツ・ロマン派幻想短篇集』国書刊行会 2023